# Stipa nivicola
Stipa nivicola là một loài thực vật có hoa trong họ Hòa thảo. Loài này được J.H.Willis miêu tả khoa học đầu tiên năm 1957.